# Klaus Werner Grewlich
Klaus Werner Grewlich (n. 16 septembrie 1943, Konstanz, Republica Baden, Reich-ul German – d. 1 iunie 2012) a fost un diplomat german, care a îndeplinit funcția de consilier personal pentru afaceri guvernamentale al președintelui României, Traian Băsescu (2005-2006). 

## Biografie
Klaus Werner Grewlich s-a născut la data de 16 septembrie 1943 în orașul Konstanz (Germania). După absolvirea studiilor de drept și de științe economice, el a obținut în anul 1970 titlul științific de Master în drept la Universitatea Berkeley din California (SUA). În anul 1971 a obținut titlul de doctor în drept. 
Între anii 1974-1976, a lucrat ca șef de cabinet al secretarului-general al Organizației pentru Cooperare și Dezvoltare în Europa (OCDE) (cu sediul la Paris), Émile van Lennep. În anul 1976, a intrat în serviciul diplomației germane, unde a lucrat până în anul 1990. Ultimul post deținut a fost cel de director în Ministerul Afacerilor Externe. În perioada 1979-1982, Grewlich a fost detașat la Comisia Uniunii Europene de la Bruxelles.
În anul 1990, părăsește activitatea din Minister și devine director al Diviziei Internaționale și membru în Consiliul de Administrație al Deutsche Telekom, apoi din anul 1996 Grewlich este director al unui cartel european din domeniul industriei hârtiei (până în 1999). Din acel an, devine reprezentant al Germaniei în Consiliul de supraveghere a Agenției Internaționale pentru Kosovo, Serbia și Muntenegru.
Revine apoi în Ministerul Afacerilor Externe al Germaniei, fiind numit în funcția de ambasador plenipotențiar al Republicii Federale Germania în Azerbaidjan (2001-2004). Din octombrie 2004, funcționează în corpul de consilieri pentru comunicații, activități publice și presă al Ministerului de Externe german. În afară de aceasta, a fost în anul 2005 și consilier pentru tehnologia informațiilor și comunicații al Secretarului General al ONU. .
A fost ambasador plenipotențiar (cu însărcinări speciale) , specializat în afaceri guvernamentale, organizații internationale, afaceri și activități universitare. ambasador plenipotentiar al Republicii Federale Germania.
Dr. Grewlich a predat în calitate de lector asociat la Universitatea din Freiburg im Breisgau  și apoi ca profesor de drept public la Facultățile de Drept și de Științe Economice și la Centrul pentru Integrare Europeană din cadrul Universității din Bonn..
În mai 2005, Klaus Werner Grewlich a fost numit în funcția de consilier personal pentru afaceri guvernamentale al președintelui României, Traian Băsescu. El a fost plătit de instituțiile străine în care își desfășoară activitatea, statul român punându-i la dispoziție doar logistica necesară. A demisionat din funcția de consilier personal al președintelui României în iulie 2006.
În iulie 2006, prof. dr. Klaus Werner Grewlich a fost numit în funcția de ambasador plenipotențiar al Republicii Federale Germania în Kirghistan (la Bishkek).

## Lucrări publicate
Prof. Klaus Werner Grewlich a publicat mai multe cărți și articole pe teme legate de noua ordine mondială și de administrare a ciberspațiului, dintre care menționăm următoarele:
- Europa im globalen Technologiewettlauf: Der Weltmarkt wird zum Binnenmarkt (Gütersloh 1992)
- Kommunikation, Information und Mikroelektronik în lucrarea: Karl Kaiser/ Hans-Peter Schwarz (coord.) - "Die neue Weltpolitik" (1995), pag. 272-281
- Konflikt und Ordnung in der globalen Kommunikation (Baden-Baden, 1997)
- Umweltschutz durch ‚Umweltvereinbarung’ nach nationalem Recht und Europarecht, Aufsatz DÖV 1998, pag. 54
- Wirtschaftsvölkerrechtliche Ordnung für das Internet – Multimediadienste und elektronischer Geschäftsverkehr im internationalen und europäischen Wirtschaftsrecht, Aufsatz K&R 1998, pag. 81-90 (vezi  Arhivat în 10 iunie 2007, la Wayback Machine.)
- Atlantische Kommunikationsallianzen. Der Wettstreit im „Cyberspace", în revista Internationale Politik 53:2, 1998, S.25-32.
- "Cyberspace": Sector-specific regulation and competition rules in European telecommunications, în revista CMLR 36 (1999), 937
- Governance im Cyberspace – Europa- und wirtschaftsvölkerrechtliche Regulierung“ (2001) Schriftenreihe des Zentrums für Europäisches Wirtschaftsrecht der Universität Bonn Arhivat în 26 decembrie 2009, la Wayback Machine.
- Konstitutionalisierung des „Cyberspace“: Zwischen europarechtlicher Regulierung und völkerrechtlicher Governance (Baden-Baden, 2001)